# محمد شوقي (ممثل)
محمد شوقى تتلمذ على يد ملك الكوميديا نجيب الريحاني، اشتهر بأدوار الرجل الجدع، الفهلوي، الحدق، ورغم مشاهده البسيطة في الأعمال التي شارك فيها، إلا أن الممثل المصري الراحل محمد شوقي نجح في ترك بصمة مميزة في تاريخ السينما المصرية.
اسمه الحقيقي «محمد إبراهيم إبراهيم»، وشهرته «محمد شوقي» من مواليد حي «بولاق أبو العلا» في6 يناير 1915، وهو شقيق ضمن ست أشقاء خمس أولاد وبنت، عشق المسرح منذ أن دخل المدرسة السعيدية الثانوية، حتى أنه كان يهرب من المدرسة إلى شارع عمادالدين، حيث الفن والفنانين.
الطريف أن أشهر خادم في السينما المصري بدأ بالغناء، وعن بدايته : «في يوم قابل أحد زملائه في المدرسة يسعى وراء الفن مثله اسمه «عباس يونس»، وطلب منه أن يساعده في اقتحام عالم الفن، فتوجه إلى مسرح «منيرة المهدية».
«عندما شاهدته «منيرة» سألته: هل تجيد الغناء؟ فأجابها: «نعم» وغنى لها إحدى أغاني أم كلثوم.. والتحق بمسرح «منيرة»، وعمل معها لأول مرة رواية «عروس الشرق» عام 1937 من تلحين رياض السنباطي، وتأليف الشيخ «يونس القاضي»..لكنه مع الوقت لم يرض بكونه مطرباً».
فرصة شوقي في التمثيل جاءت من خلال «بابا شكري» أشهر مدير مسرح، والذي كان يُطلق عليه «أبو المسرح» في ذلك الوقت، حيث أخضعه لاختبار ضمه لفرقة علي الكسار، وبالفعل نجح، وأسند له الكسار بعض الأدوار البسيطة التي نجح من خلالها للفت النظر إليه.
الموقف الذي غيّر خريطة عمله كان عندما اختلف «الكسار» مع «على حسين» أحد أعضاء فرقته، وترك له «على حسين» العرض، ووضعه في مأزق، وقال لن أعود إلى الفرقة إلا إذا قبل الكسار يدي أمام الجميع».. فما كان أمام «الكسار» سوى اللجوء لـ«محمد شوقي»، وطلب منه أن يقوم بالدور بدلاً من حسين، وبالفعل قام به بنجاح مذهل، ونال تصفيقاً حاداً على المسرح.
من هنا كانت انطلاقة محمد شوقي، حيث تم رفع أجره من 4 جنيهات إلى 6 جنيهات، وظل بفرقة الكسار حتى حلها عام 1946، لينتقل بعدها لفرقة شكوكو، ثم الريحاني الذي أثر كثيراً في وجدانه وأدائه بالرغم من أنه لم يشاركه التمثيل ولو لمرة واحده، إلا أنه كان يسمح له بالجلوس أخر صفوف المسرح أثناء البروفات، لإعجابه بأداء شوقي، وتوقعه بأنه سيكون ممثل جيد ذو أسلوب مميز.
شوقي اضطر للعمل بوظيفة في وزارة المساحة عندما توفى والده ليساعد في إعالة أسرته، إلا أنه لم يستطع التوفيق بين الوظيفة صباحاً، والعمل مساءً، فقرر ترك الوظيفة لعيون الفن، وبالفعل ركز على عمله الفني، ولمع في السينما والمسرح.
كان للفنان محمد شوقي زوجتان وقد أنجب الأبن الأكبر أشرف من زوجته الأولى ثم أبنائه أيناس وايمان وأكرم من زوجته الأخرى.
وبجانب التمثيل، أوضحت ابنته إيمان أن والدها كان يهوى الطبخ، وهو ما كان يمارسه يوم أجازته من المسرح، بالإضافة إلى أنه كان خطاطاً موهوباً، وإتقانه لفن الإلقاء، وحبه للغناء وخاصة أغاني أم كلثوم.
الفنان الذي مثّل ما يزيد عن الـ 250 فيلم بجانب المسرحيات والمسلسلات، ظل متمسك بعمله وفنه لآخر وقت، ففي أثناء عرض مسرحية «هات وخد» مع حسن يوسف وهياتم، وأثناء العرض وهو واقف على المسرح سقط، فتم نقله إلى مستشفى «مصر الدولي»، وهناك أخبر الطبيب أسرته أن الفنان أمامه مجرد أيام، إذ أصابته قبل كذلك وعكة صحية، وأجرى جراحه، كما أصيب بجلطة في المخ.
محمد شوقي تُوفي في 21 مايو عام 1984، بعد أسبوع قضاه في المستشفى، إثر التهاب في الكبد، وبرغم من أعماله الخالدة حتى الآن في ذاكرة السينما، إلا أنه لم يلق التقدير أو التكريم منذ وفاته وحتى الآن بحسب ما أكدت أسرته.

## أبرز الأعمال
أفلام:
- حب في الزنزانة
- عصابة حمادة وتوتو
- «سكر هانم»، «سواق الأتوبيس»، «أنا لا أكذب ولكني أتجمل»، «إسماعيل يس في الطيران»، «دائرة الانتقام»، «الشموع السوداء»، «إسماعيل يس طرزان»، مسرحية «30 يوم في السجن»، مسرحية «إلا خمسة»، مسلسلات «الرجل ذو الخمسة وجوه» و«عودة الروح» و«الحقيقة..ذلك المجهول».

مثل في عدد كبير جدا من الأفلام مايزيد عن 250 فيلم أشهرهم:
| - 1981 أربعة اثنين أربعة - 1980 أبو البنات - 1969 سوق الحريم - 1967 إجازة غرام - 1978 أحلى أيام العمر - 1968 أرض النفاق - 1972 أضواء المدينة | - 1969 أكاذيب حواء - 1984 أنا اللي أستاهل - 1959 إسماعيل يس في الطيران - 1974 إمبراطورية المعلم - 1974 دنيا - 1983 إن ربك لبالمرصاد - 1954 إوعى تفكر - 1970 دلال المصرية | - 1980 البنات عايزة إيه - 1977 التلاقي - 1969 الحب سنة 70 - 1962 الشموع السوداء - 1981 القطط السمان - 1983 القفل | - 1975: حبي الأول والأخير - 1975 الكل عاوز يحب - 1976 وبالوالدين إحسانا - 1963 المجانين في نعيم - 1968 المليونير المزيف - 1980 امرأة بلا قيد - 1986 امرأة في السجن |